# Vojvoda Westminstera
Vojvoda Westminstera (engl. Duke of Westminster), naslov koji je stvorila kraljica Viktorija 1874. godine te je dodijelila Hughu Grosvenoru, 3. markizu Westminstera. Trenutačni nositelj naslova je Gerald Grosvenor, 6. vojvoda Westminstera.
Sjedište vojvode Westminstera je u Eaton Hallu u Cheshireu.

## Više informacija
- erl Wiltona
- barun Eburyja
- barun Stalbridgea

## Vanjske poveznice
- An Online Gotha - Westminster
- vojvoda Westminstera  Arhivirana inačica izvorne stranice od 14. svibnja 2012. (Wayback Machine)
  -   Arhivirana inačica izvorne stranice od 7. listopada 2019. (Wayback Machine)